# ای فروغ ماه حسن از روی رخشان شما
غزلی با مطلع «ای فروغِ ماهِ حُسن، از روی رخشانِ شما»، غزل شمارهٔ ۱۲ از دیوانِ حافظ در تصحیحِ محمد قزوینی و قاسم غنی است.